# Берберское восстание
Восстание берберов (араб. ثورة البربر‎) — одно из крупнейших антифеодальных восстаний берберов, проходившее в 740—742 годах в Северной Африке.
После арабского завоевания Северной Африки большая часть берберских племен приняла ислам, рассчитывая получить облегчение от налогового гнета. Однако при халифе Хишаме было восстановлено обложение новообращенных, в том числе и берберов, подушным и поземельным налогом.
В 740 году берберские племена, возглавлявшиеся Майсарой, а затем Халидом ибн Хамидом подняли восстание, идеологической основой которого стало учение хариджитов. Восстание охватило территорию от атлантического побережья Африки до провинции Тлемсен. Направленные против восставших правительственные войска под командованием наместника Ифрикии Кулсума ибн Ияда потерпели в 741 году жестокое поражение в долине реки Себу (Марокко). Лишь в сражениях 742 года у деревни Аснам и при аль-Карне (под Кайруаном) арабские войскам под командованием наместника Египта Ханзалы ибн Сафвана ценою огромных усилий удалось одержать победу над восставшими племенами.
Тем не менее, восстание способствовало падению династии Омейядов.